# Бабаково (Сумская область)
Бабаково (укр. Бабакове) — село, Терновский поселковый совет, Недригайловский район, Сумская область, Украина.
Код КОАТУУ — 5923555601. Население по переписи 2001 года составляло 43 человека.

## Географическое положение
Село Бабаково находится на левом берегу реки Терн, выше по течению на расстоянии в 2 км расположен пгт Терны, ниже по течению на расстоянии в 0,5 км расположено село Холодное, на противоположном берегу — село Гай. К селу примыкает небольшой лесной массив. Рядом проходит автомобильная дорога Т-2504.